# Wat Chana Songkhram (Bangkok)
Der Wat Chana Songkhram  („Tempel des Sieges im Krieg“, thailändisch วัดชนะสงครามราชวรมหาวิหาร Wat Chana Songkhram Raja Woramahaviharn, auch Na Klang genannt) ist eine buddhistische Tempelanlage (Wat) im Stadtteil Phra Nakhon von Bangkok. Der Wat Chana Songkhram ist ein Königlicher Tempel Zweiter Klasse.

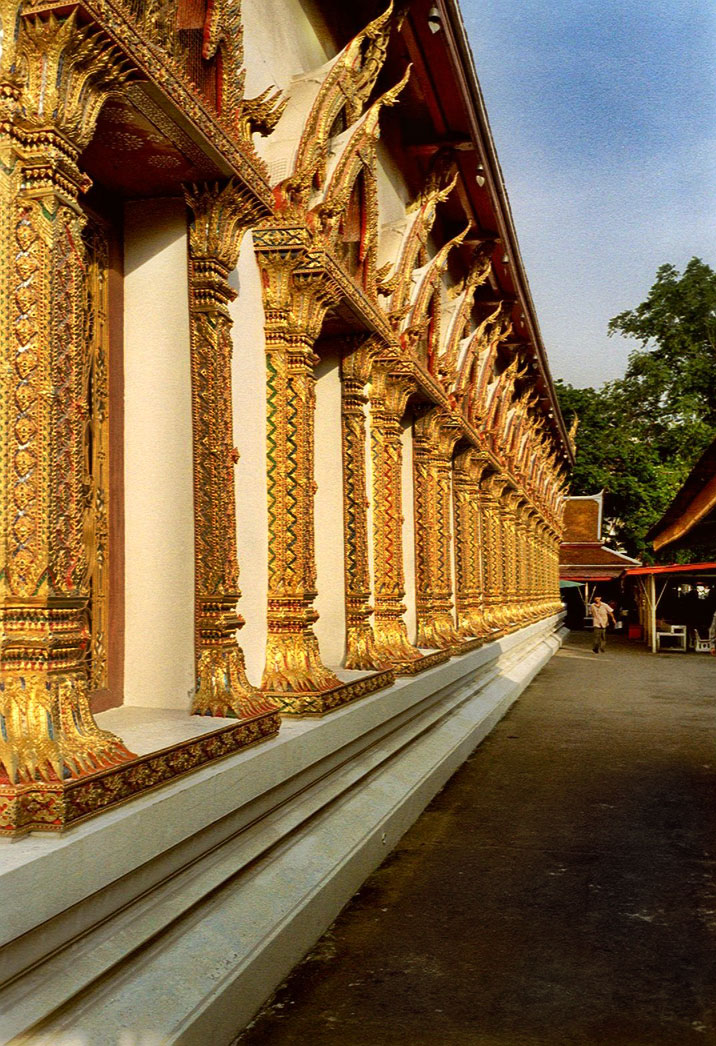

## Lage
Der Wat Chana Songkhram liegt im Bezirk Phra Nakhon der Hauptstadt Bangkok, gegenüber der Khaosan-Straße, zwischen dieser und dem Phra-Athit-Kai am Mae Nam Chao Phraya (Chao-Phraya-Fluss).

## Baugeschichte
Der Wat Chana Songkhram wurde während der Ayutthaya-Zeit im 18. Jahrhundert erbaut und auf Veranlassung von Phra Bawornrajchao Maha Sura Singhanat (1744 bis 1803), dem ersten Uparat (Vizekönig) der Rattanakosin-Periode, renoviert. Dies sollte an den Sieg seiner Truppen in der "Schlacht der drei Armeen" erinnern.

## Sehenswürdigkeiten
Innerhalb des Ubosot befindet sich das Bildnis des Buddha namens Phra Buddha Norasee Trilokachet Mahethisak Puchaniyachayantakhodom Boromsasada Anaworayan, das den Buddha in der Haltung der Unterwerfung des Mara zeigt.